# Stát 3. dynastie urské
Stát Třetí dynastie urské (zkráceně Ur III.) bylo království nacházející se v jižní Mezopotámii zhruba v období 2116–2003 př. n. l., jehož centrem bylo město Ur. Třetí dynastie urská byla poslední sumerskou dynastií, která se v Mezopotámii dostala k moci po několika staletích vlády akkadských a gutejských králů. Toto období se proto přezdívá Sumerská renesance, Neosumerská či Novosumerská říše.

## Historie

### Co předcházelo vzniku Třetí dynastie urské
Po pádu Akkadské říše ke konci 23. století př. n. l., se chopili moci ve většině Mezopotámie zhruba na jedno století (údaje se různí) Gutejci, což byl kočovný národ, který přimigroval do oblasti Mezopotámie zhruba ve 24. století př. n. l., a usídlil se v oblasti mezi řekou Tigris a pohořím Zagros. Během tohoto období vládene v Uru tzv. druhá dynastie urská, o které však nemáme žádné rozsáhlejší informace.

### Vznik III. dynastie urské

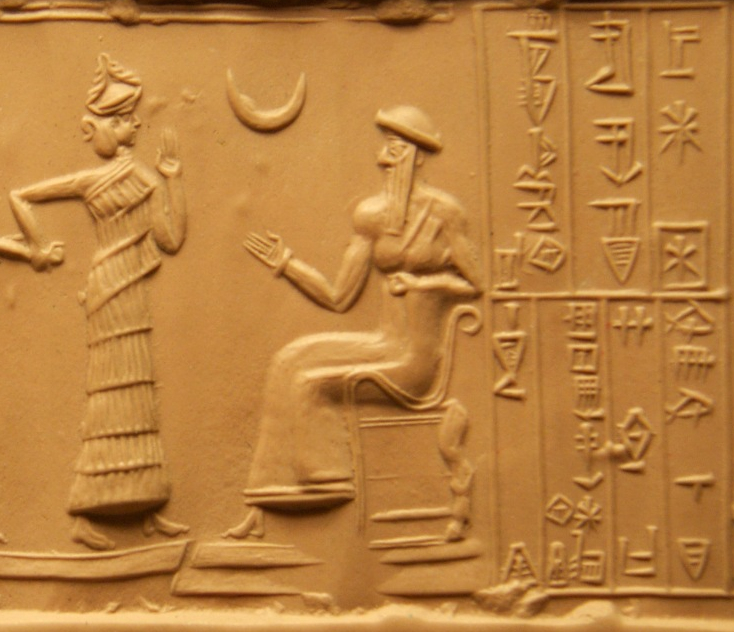
Král Ur-nammu

Třetí dynastie urská se vynořuje z dějin v roce 2116 př. n. l., když urucký král Utu-chengal (2116–2111 př. n. l.) porazil Gutejce. Během relativně krátké doby se mu podařilo dobýt několik jihomezopotámských měst. Za zakladatele 3. dynastie urské ale považujeme až Utu-chengalova nástupce Ur-nammua (2111–2094 př. n. l.), jenž byl pověřen správou města Uru. Avšak Ur-nammu začal usilovat o nezávislost, což se mu podařilo. Založil novou vládnoucí dynastii, která podle Sumerského královského seznamu byla třetí v pořadí sídlící v Uru, tj. 3. dynastie urská. Ur-nammu se ovšem nespokojil pouze s ovládnutím Uru, ale zakrátko se mu podařilo též ovládnout celou řadu důležitých měst v Mezopotámii (např. Uruk, Lagaš aj.).

### Zlatý věk
Přestože Ur-nammu de facto postavil základy urského státu, za skutečného budovatele pokládáme až jeho syna Šulgiho (2093–2046 př. n. l.). Ten zahájil rozsáhlou územní expanzi směrem na sever do Mezopotámie a částečně i do Asýrie, a také na východ směrem do Elamu. Provedl řadu politických, administrativních i ekonomických reforem, s důrazem na centralizovaný správní systém. Jeho daňová reforma byla provedena s důrazem na existenci propracovaného redistribučního systému. V tomto redistribučním systému byly odváděny naturální dávky (obilí, živá zvířata, rákos…) do specializovaných redistribučních center, odkud byly rozesílány dle potřeby. Šulgi nechal zbudovat výkonný, hierarchicky uspořádaný správní aparát (se vzděláním v písařských školách), zavedl jednotné soustavy měr a vah, jednotný kalendář apod.

### Úpadek a pád dynastie

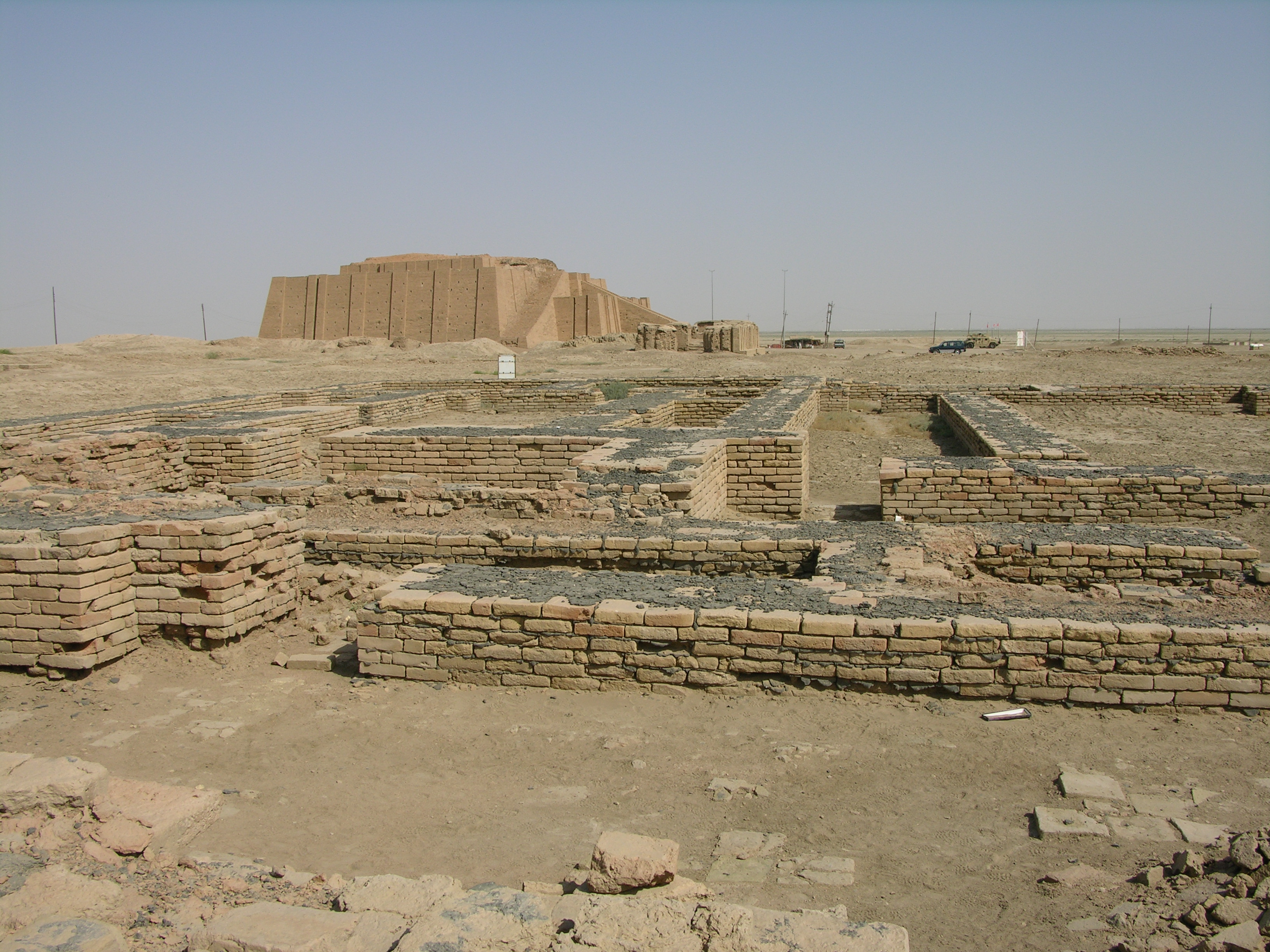
Pozůstatky města Uru

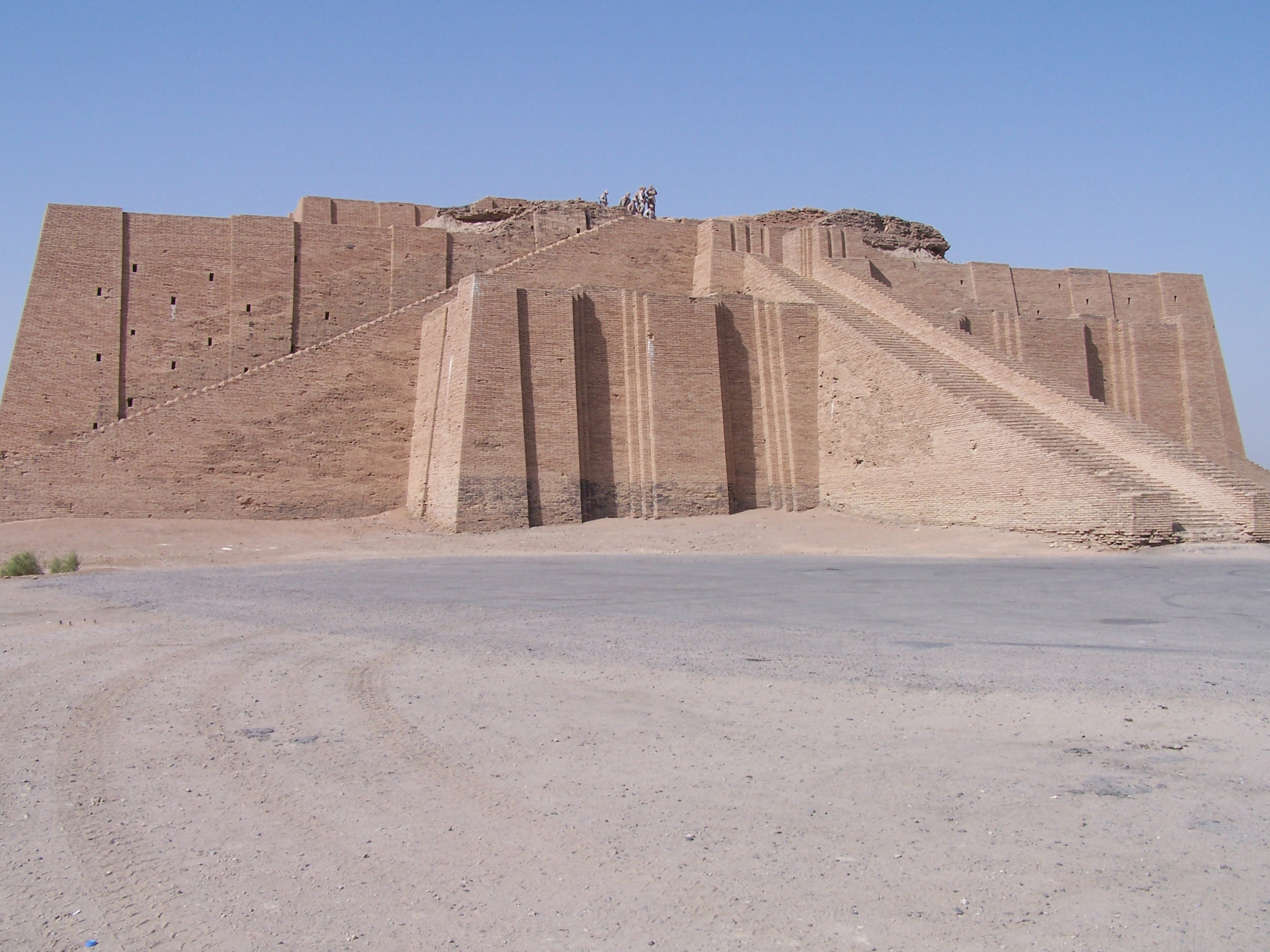
Zikkurat v Uru

Šulgiho nástupci nemohli pokračovat v další centralizaci státu, protože se museli stále více soustředit na obranu celistvosti urského státu v důsledku etnických přesunů na území Mezopotámie i v sousedních oblastech. Hlavním problémem byl postup kočovných semitských amorejských kmenů ze severozápadu ze syrských stepí. Amorité měli pověst vynikajících válečníků, a pro mezopotámskou zemědělskou společnost představovali velké riziko. Nebezpečí rovněž představovali Churrité na severu, kteří sídlili u horního toku Tigridu a znovu vzchopení Elamité na východě. Zároveň s tím, jak se stupňoval tlak od kočovných národů (především Amoritů), slábla centrální moc a projevovaly se decentralizační tlaky jednotlivých provincií, které se často odtrhly. Většinou v jejich čele stáli jejich místodržitelé (sumersky ensi), jejichž funkce se stala často dědičnou a kteří využili královské slabosti.
Moc posledního urského vladaře Ibbi-Sína (2027–2003 př. n. l.) se omezovala pravděpodobně již pouze na nevelké území okolo jeho hlavního města Uru. Navíc musel Ibbi-Sín vést válku s Elamem, kterou prohrál. Elamité nakonec Ur dobyli a Ibbi-Sín byl odvlečen do zajetí (roku 2003 př. n. l.), což je pokládáno za konec 3. dynastie urské. Z tohoto období se dochovaly literární texty, jako Nářek nad zkázou města Ur, jenž vypráví o dobytí města Elamity.

## Panovníci III. dynastie urské

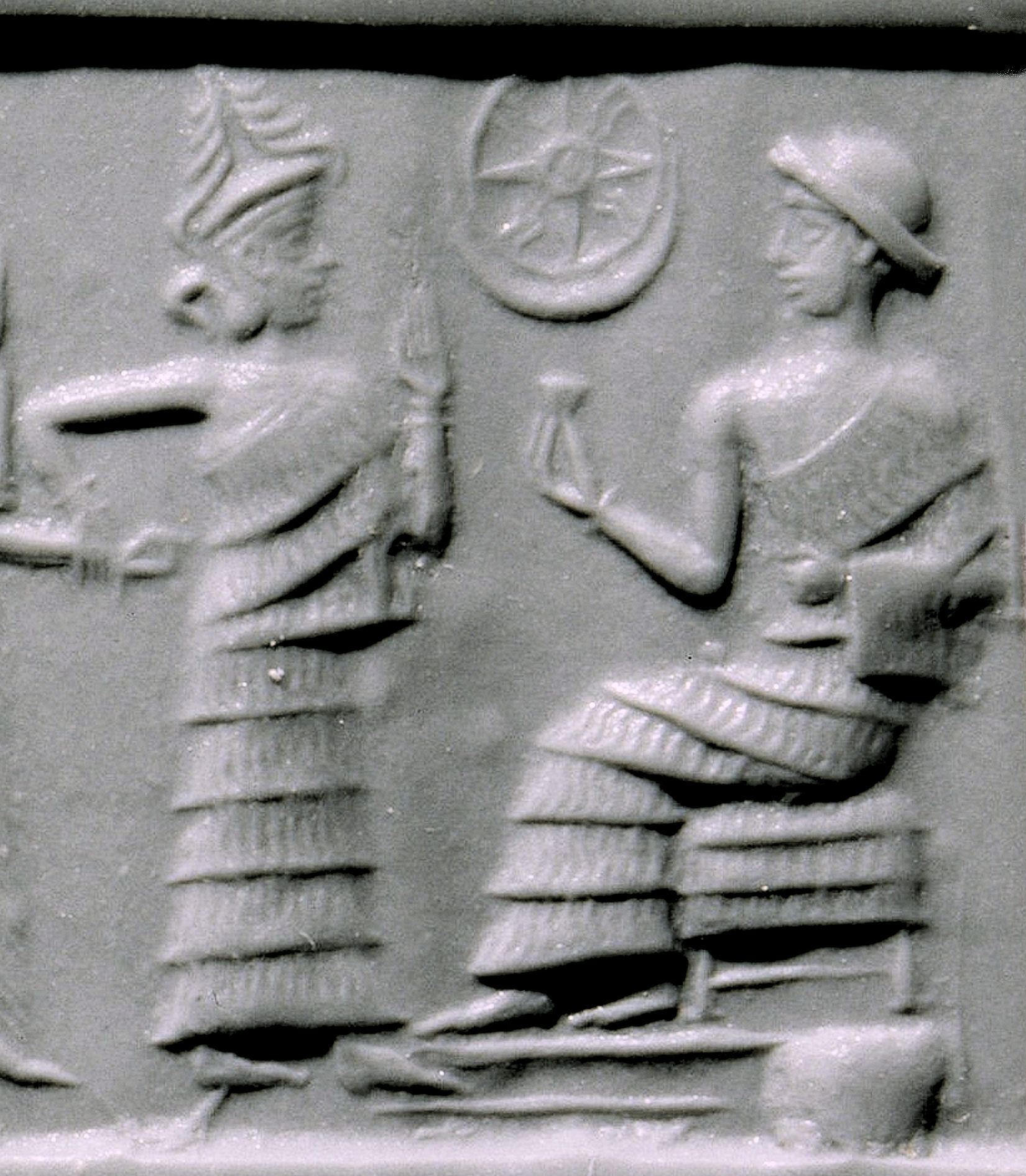
Král Ibbi-sín

- Ur-nammu (2111–2094 př. n. l.)
- Šulgi (2093–2046 př. n. l.)
- Amar-sín (2045–2037 př. n. l.)
- Šu-sín (2037–2028 př. n. l.)
- Ibbi-sín (2027–2003 př. n. l.)